# Chaetodon marleyi
Chaetodon marleyi е вид лъчеперка от семейство Chaetodontidae.

## Разпространение
Видът е разпространен в Мозамбик и Южна Африка (Западен Кейп, Източен Кейп и Квазулу-Натал).